# Lista de chefes de Estado da Albânia
Esta é uma lista de chefes de Estado da Albânia.

## Príncipe
- Guilherme de Wied (7 de Março de 1914 - 31 de Janeiro de 1925)

## Reis e regentes
- Rei Zog I Skënderbeg III (1 de Setembro de 1928 - 8 de Abril de 1939)
- Regente Xhafer Ypi (9 de Abril de 1939 - 12 de Abril de 1939)
- Regente Shefqet Bej Verlaci (12 de Abril de 1939 - 16 de Abril de 1939)
- Rei Vittorio Emmanuelle III (16 de Abril de 1939 - 3 de Setembro de 1943)

## Primeiros Secretários doPartido do Trabalho da Albânia
- Enver Hoxha (8 de Novembro de 1941 - 11 de Abril de 1985)
- Ramiz Alia (13 de Abril de 1985 - 4 de Maio de 1991)

## Presidentes
- Ramiz Alia (30 de Abril de 1991 - 3 de Abril de 1992)
- Kastriot Selman Islami (3 de Abril de 1992 - 6 de Abril de 1992)
- Pjetër Filip Arbnori (6 de Abril de 1992 - 9 de Abril de 1992)
- Sali Berisha (9 de Abril de 1992 - 24 de Julho de 1997)
- Skënder Et'hem Gjinushi (Algumas Horas)
- Rexhep Meidani (24 de Julho de 1997 - 24 de Julho de 2002)
- Alfred Moisiu (24 de Julho de 2002 - 24 de julho de 2007)[1]
- Bamir Topi (24 de Julho de 2007 - 24 de julho de 2012)
- Bujar Nishani (24 de julho de 2012 - 24 de julho de 2017)
- Ilir Meta (24 de julho de 2017 - 24 de julho de 2022)
- Bajram Begaj (24 de julho de 2022) (previsto)